# Dany Sabourin
Dany Sabourin (* 2. září 1980 ve Val d'Or, Québec, Kanada) je bývalý profesionální hokejový brankář, který většinu kariéry odchytal za kluby nižších severoamerických soutěží. V NHL nastoupil k 57 utkáním a poslední 4 roky kariéry odehrál v Evropě. V roce 2006 získal Baz Bastien Memorial Trophy pro nejlepšího brankáře AHL. Jeho otec Gary Sabourin v NHL odehrál 627 zápasů.